# Brian Hallisay
Brian Hallisay (Washington DC, 31 d'octubre de 1978) és actor estatunidenc.

## Biografia
Hallisay es va graduar als 18 anys de Gonzaga College High School el 1996 i va passar a obtenir un títol en Economia i Història de graduar de Cornell el 2000. Va començar a treballar en televisió l'any 2005. Va fer les seves primeres aparicions en televisió a Fox Broadcasting Company The Inside, amb Rachel Nichols i Adam Baldwin, així com en la sèrie de televisió Strong Medicine, davant Patricia Richardson. El drama de The CW Privileged, Hallisay va interpretar Will Davis, un encantador i ric solter de Palm Beach (Florida) que està encantat de saber que els seus veïns han de contractar a una tutora molt bonica, anomenada Megan Smith (Juana García). També va aparèixer al costat de John Leguizamo en la sèrie de televisió AKA, dirigida per Kevin Rodney Sullivan. Va continuar en diverses sèries, com ara Without A Trace de Jerry Bruckheimer i Cold Case de Meredith Stiehm. Des de llavors, ha aconseguit papers en Bones, Medium, Bionic Woman i CSI: NY.
El seu debut cinematogràfic va arribar amb Bottoms Up d'Erik MacArthur, protagonitzada per Paris Hilton i Jason Mewes. Hallisay va interpretar el xicot de Hilton, una dona de societat que ajuda a Mewes a salvar el seu petit restaurant. El 2011 va participar en el rodatge de Hostel: Part III, on va interpretar el personatge principal malgrat que va ser llançada directament com a DVD. El 2012, va aparèixer en Ringer del canal The CW, i va signar un acord amb Lifetime Television Network per aparèixer com a personatge recurrent en la sèrie de televisió The Client List.